# الاتجار بالجنس
الإتجار بالجنس (بالإنجليزية: Sex trafficking)‏ ويتكون من جزئين هما: العبودية الجنسية والإتجار بالبشر، وهما المقومان الأساسيان لقيام صناعة الإتجار بالجنس. وتستند هذه الصناعة على التفاعل بين مهرب يقوم بخطف الضحايا وعرضهم للبيع وبين عملاء يقومون بشراء الضحايا واستغلالهم في أعمال جنسية. وللإتجار بالجنس عدة أشكال منها: السياحة الجنسية (sex tourism)، الإتجار بالجنس على النطاق المحلي (domestic minor sex trafficking)، إستغلال الأطفال جنسيًا (commercial sexual exploitation of children)، والدعارة (prostitution).
طبقًا لتقارير الأمم المتحدة فإنه في عام 2012 وصل عدد ضحايا الإتجار بالبشر إلى 2.4 مليون شخص، تم خطف وبيع أكثر من 80% منهم للقيام بأعمال جنسية.
وتصل أرباح هذه الصناعة إلى 32 مليار دولار أمريكي سنويًا. وطبقًا لمنظمة العمل الدولية فإن 20.9 مليون إنسان يعدّ ضحية للخطف والسخرة و22% منهم (4.5 مليون) هم ضحايا استغلال جنسي قسري. ومع ذلك فإن هذه الأرقام لاتزال غير دقيقة نتيجة لصعوبة جمعها.
.
وغالبًا ما يكون هؤلاء الضحايا في موقع ما يجعل من الهروب شيءًا مستحيلًا أو خطيرًا، وتمتد هذه الصناعة في دول مختلفة من العالم يربط فيها بينها بشبكات اتصال مما يجعلها أحد أهم مشاكل حقوق الإنسان التي يصعب حلها.

## المفاهيم الخاطئة الشائعة المتعلقة بالاتجار بالجنس
هناك العديد من المفاهيم الخاطئة عن الاتجار بالجنس، ولا ينبغي الخلط بين الاتجار بالجنس والاتجار بالبشر وبين تهريب البشر.وقد ينطوي الاتجار بالبشر لأغراض العمل الجنسي أو غيره من الأعمال على نقل الضحايا عبر الحدود الدولية، ولكن لاستيفاء تعريف الاتجار لا يتم استغلال الفرد إلا بعد إكراهه أو خداعه، وبالتالي لا ينطوي بالضرورة على النقل عبر الحدود الوطنية. وكثيراً ما يستخدم الاتجار بالبشر والاتجار بالجنس كمترادفين.غير أن الاتجار لأغراض الاستغلال غير الجنسي قد يكون أكثر انتشاراً من الاتجار لأغراض الاستغلال الجنسي ومع ذلك فمن الصعب للغاية الحصول على تقديرات دقيقة لمعدلات الاتجار. ويحظى الاتجار بالجنس عادة بمزيد من الاهتمام من منظمات المعونة والجهات المانحة بسبب ازدياد الغضب العام الذي يثيره العمل الجنسي القسري بالمقارنة مع العمل القسري غير الجنسي، وبالتالي فإن حوادث الاتجار بالجنس يُبلَّغ عنها أكثر من غيرها.
كما أن الاتجار بالجنس يخلط عادة مع الاشتغال بالجنس غير القسري الذي يعتبر دعارة. وتنبع هذه المفاهيم الخاطئة في كثير من الأحيان من قلة الإبلاغ عن الاتجار بسبب خوف الناجين من الاتجار بهم  
التعاريف القانونية الدائمة التغير لما يوصف بأنه الاتجار بالجنس والبغاء والآراء المتضاربة بشأن الاتجار بالجنس والعمل في مجال الجنس، وبالإضافة إلى ذلك، يرى بعض الباحثين أن البحوث الرئيسية التي تؤكد على هذه المناقشات تشوبها عيوب فيما يتعلق بترك العاملين في مجال الجنس والناجون من الاتجار بالجنس خارج المحادثة. ويذهب باحثون آخرون إلى أن هذين الأمرين يخلطان عادة بسبب الصلة الملازمة بين البغاء الإرادي والاتجار بالجنس. وأولئك الذين يجادلون في ذلك يعتقدون أن الجنس التجاري يزيد من الطلب على الخدمات الجنسية وبالتالي يزيد من الاتجار بالجنس. وقد انتُقدت بعض برامج ومبادرات مكافحة الاتجار بالجنس لمساهمتها في هذه المفاهيم الخاطئة لأنهم يمنحون العاملين في مجال الجنس ممن لا يتم الاتجار بهم حوافز لتحديد ضحايا الاتجار، مثل الوصول إلى موارد مثل الملاجئ. وانتقُدت وكالات إنفاذ القانون لتقديمها حوافز مماثلة، لأنهم يهددون البغايا المشتبه فيهن بالسجن إذا اعترفن بأنهن يعملن بمحض إرادتهن، وفي حين أن أولئك الذين يدعون أنهم ضحايا للاتجار يحصلون على حلقات عمل تدريبية وخدمات اجتماعية بدلا من قضاء فترة السجن. وهذه السياسات، وإن كانت مفيدة لضحايا الاتجار الفعليين، فإنها تضخم المعدلات المبلغ عنها للاتجار.
ويتنازع العديد من علماء الحركة النسائية حول نظرتهم للاتجار والاشتغال بالجنس. وهناك إطاران مهيمنان يوضحان هذا الانقسام: خطاب الإلغاء المستمد من نظرية الهيمنة النسائية وخطاب العمل الجنسي. ويجادل علماء الحركة النسائية في خطاب إلغاء عقوبة الإعدام بأن جميع أشكال البغاء مرغمة بسبب شيوع الغيرية الإلزامية والضغوط الاجتماعية والاقتصادية الناجمة عن الليبرالية الجديدة والنظام الأبوي. وتصور هذه الحجج المرأة على أنها ضحية للاسترقاق الجنسي وتعزو الحياة الجنسية للرجل على أنها المشكلة. وكثيراً ما يتعارض خطاب إلغاء عقوبة الإعدام مع خطاب العمل في مجال الجنس. وينظر هذا الإطار إلى المشتغلات بالجنس على أنهن مستقلات، يعملون لحسابهم الخاص والذين يعملون بالتراضي مع أطراف ثالثة مثل بيوت الدعارة ومالكي الأندية الليلية ويرون الأجر الأعلى، ومرونة العمل الجنسي كأفضل من العمالة العامة المتدنية الأجر وغير المرنة، حيث يتعرضن للتحرش والاعتداء الجنسيين من جانب أرباب العمل والزملاء الذكور. وتعتبر هذه النظرة أيضاً ان العمل في مجال الجنس وسيلة للبقاء نظراً لعدم المساواة في توزيع الثروة والفقر، وكذلك نتيجة لعوامل هيكلية مثل العنصرية والطبقية والتحيز الجنسي ، ليس فقط نتيجة لحياة الرجال الجنسية وشهوتهم. وفيما يخص الجانب المتعلق بإلغاء عقوبة الإعدام في المناقشة، يسعى عدد من المنظمات الناشطة إلى تقديم خدمات لضحايا الاتجار وممارسة الضغط من أجل سن تشريع لمكافحة الاتجار، وزيادة الوعي العام بشأن الاتجار بالجنس. وكثيراً ما يدعو هؤلاء الناشطون إلى تجريم العمل الجنسي التطوعي أيضا. وفيما يتعلق بخطاب العمل في مجال الجنس من جانب المناقشة، ينادي الدعاة بالحد من وصم البغاء، وتحسين ظروف العمل، وإمكانية الوصول إلي الخدمات الاجتماعية الميسورة. ويمارس بعض المناصرين المتطرفين في هذا الجانب من المناقشة ضغطا من أجل إلغاء تجريم البغاء لأنه يعتبر اختيارا مشروعا ومستقلا للمهنة
ويجمع بعض علماء الحركة النسائية في المسار الثالث بين جوانب كلا الإطارين من أجل خلق عدسات نظرية جديدة لمشاهدة الاتجار بالجنس والبغاء. وتؤكد أطر الطريق الثالث أن الاتجار بالجنس والبغاء شكلان من أشكال الهيمنة والاستغلال القائمين على الجنس، غير أنها تفسح المجال لطائفة متنوعة من التجارب النسائية مع هذه الصناعات. وفي هذا الإطار، لا يشكل الاتجار بالجنس أو البغاء مسألتين متجانستين وغالباً ما يتقاطعان مع أشكال الاضطهاد الأخري، بل يمكن أن ينطوي أيضاً على اختيارات مستقلة. وتدعو هذه العدسة النظرية إلى إصلاح تحقيقات الشرطة والبغاء، وزيادة توافر العمل والخدمات الاجتماعية خارج نطاق العمل في مجال الجنس للحد من احتمال الدخول في أي من الصناعتين، وتضمين أصوات النساء في المحادثات المتعلقة بالتدخل.
وتؤدي هذه المفاهيم الخاطئة في كثير من الأحيان إلى إساءة إنفاذ القانون وتعريف الاتجار بالجنس بأنه بغاء والعكس بالعكس.

## تحديد المشكلة
وضعت الأمم المتحدة عام 2000 تعريفًا محددًا لجريمة الإتجار بالبشر فيما يعرف ببروتوكول باليرمو والذي ينص على ضرورة منع وقوع هذه الجريمة وعاقبة كل من يقوم بأي نشاط للمتاجرة بالبشر وخصيصًا النساء والأطفال. وقد صدقت 147 دولة من أصل 192 على هذا البروتوكول
ويتم تعريف جريمة الإتجار بالبشر في المقال الثالث من بروتوكول باليرمو كالآتي:
«الاتجار بالبشر» تعني تجنيد أو نقل أو إيواء أشخاص، عن طريق التهديد أو استخدام القوة أو القسر أو الاختطاف أو الاحتيال أو الخداع أو إساءة استعمال السلطة أو إعطاء أو تلقي إرسال مبالغ مالية أو مزايا لنيل موافقة شخص على استغلاله في أعمال كالدعارة أو السخرة أو أو الاسترقاق أو الممارسات الشبيهة بالرق، أو الاستعباد أو نزع الأعضاء

## سبب المشكلة

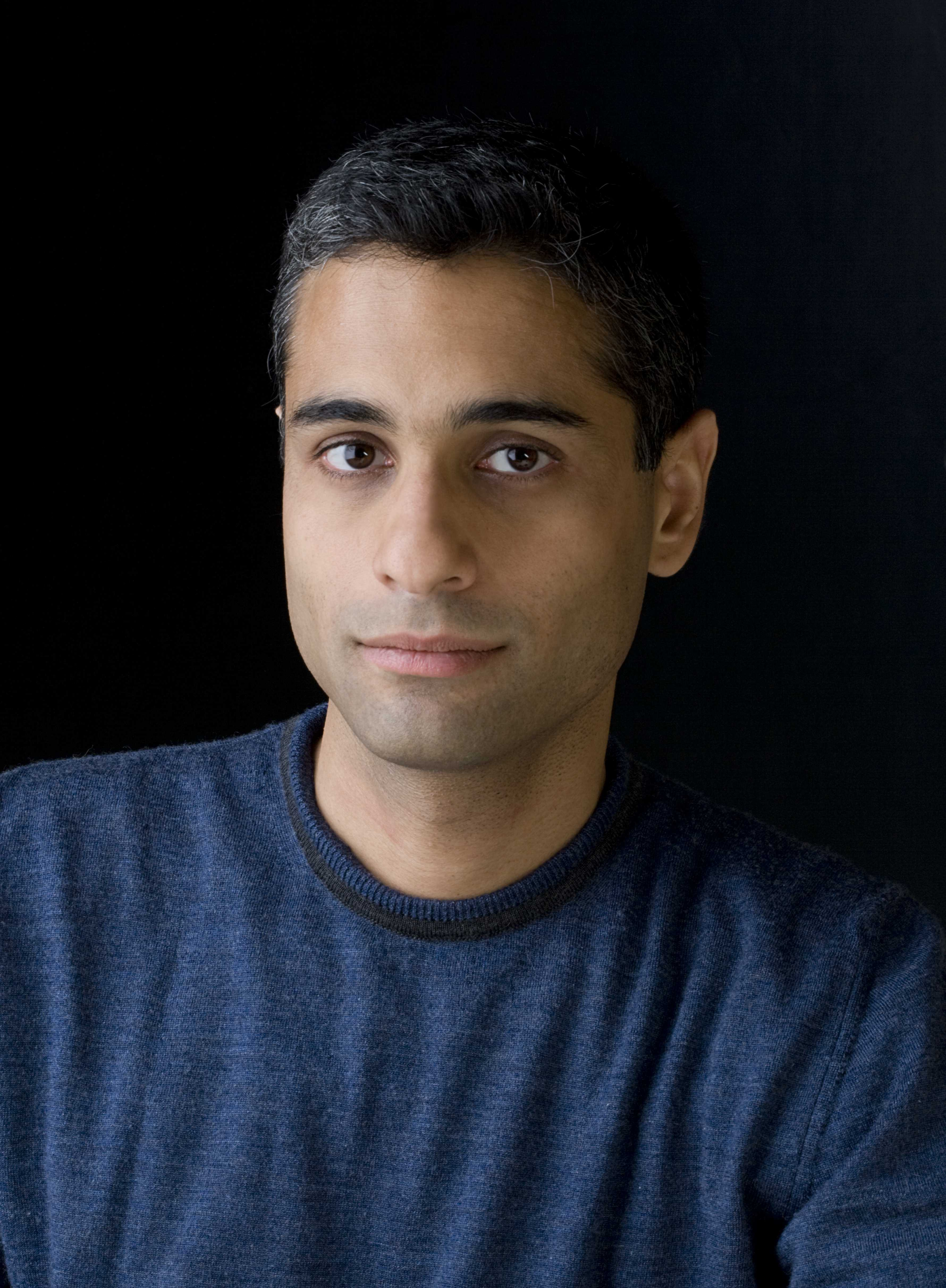
سيدهارث كارا (Siddharth Kara) الكاتب والناشط في مجال مناهضة الإتجار بالجنس

لا يوجد سبب وحيد لانتشار ظاهرة الإتجار بالجنس، وإنما تتشابك العديد من الأسباب. وحسب سيدهارث كارا (Siddharth Kara) الكاتب الأمريكي من أصول هندية والناشط في مجال مناهضة الإتجار بالبشر، أن العوملة وانتشار الرأسمالية الغربية هما أساس انتشار هذه الجريمة، ويضيف أن العرض والطلب المستمر على الإتجار بالبشر هو ما يدعم استمرار هذه الظاهرة. فالكوارث الطبيعية والتفرقة بين الجنسين والمشاكل الشخصية والمعتقدات العامة هي ما قد يجعل بعض أفراد بعض الشعوب أكثر عرضة للإتجار بهم. ويؤكد (كارا) أن العمالة الرخيصة وقوانين وسياسات الهجرة الصارمة، وإشراك المسؤولين الحكوميين الفاسدين في عصابات الاتجار تعد الأسباب الحقيقة للترويج والتوسع في هذه الجريمة.
أما سوزان تيفانبيرن (Susan Tiefenbrun) أستاذة القانون واللغات في الجامعات الأمريكية  فتؤكد أن ظروف الفقر الشديد والمعتقدات العامة في بعض المجتمعات التي تقلل من شأن المرأة بالإضافة إلى الجهل وغياب الوعي هي الأسباب التي قد توقع الكثير من النساء في قبضة الدائنين وتجار البشر والجنس ويجعل من بعض البلاد «مصدرًا» للبشر ضحايا الإتجار والتهريب.

## طريقة عمل الخاطفين والمهربين
يلجأ المتاجرين إلى استخدام القوة أوالمخدرات للسيطرة على ضحاياهم. وقد يقوم المختطف بخداع الضحية بوهم توفير التعليم والعمل والربح. وفي بعض الظروف يقوم الخاطفون باللجوء إلى مختلف أشكال العنف، مثل الاغتصاب الجماعي والاعتداء النفسي والجسدي. في بعض الأحيان، قد تقع الضحية فريسة لمتلازمة ستوكهولم وهو خلل نفسي فيه يتعاطف بعض ضحايا الاختطاف والعنف مع مختطفيهم وهم في هذه الحالة المختطفين والمغتصبين الذين يوهمون الضحايا بالحب والحاجة لهم بل وحتى الزواج والاستقرار في المستقبل. وبالطبع تكون هذه الطرق أكثر فعالية مع الضحايا الأصغر سنًا لقلة وعيهم وخبرتهم
وفي الهند تقوم الإناث اللاتي قد سبق وقد خطفن وأكرهن على البغاء باستدراج الفتيات الأصغر سنًا بأنفسهن لممتاجرة بهن.

### الإتجار الأُسريّ
وفيه يقوم أحد أفراد الأسرة بإكراه فرد آخر على القيام بأعمال جنسية لصالح تاجر أو شارٍ مقابل بعض المال أو المخدرات، فمن الممكن أن تجبر الأم أحد أبناءها على تقديم خدمات جنسية لأحد الأشخاص لتوفير المسكن أو المأكل.

### الإتجار تحت سيطرة القوّاد

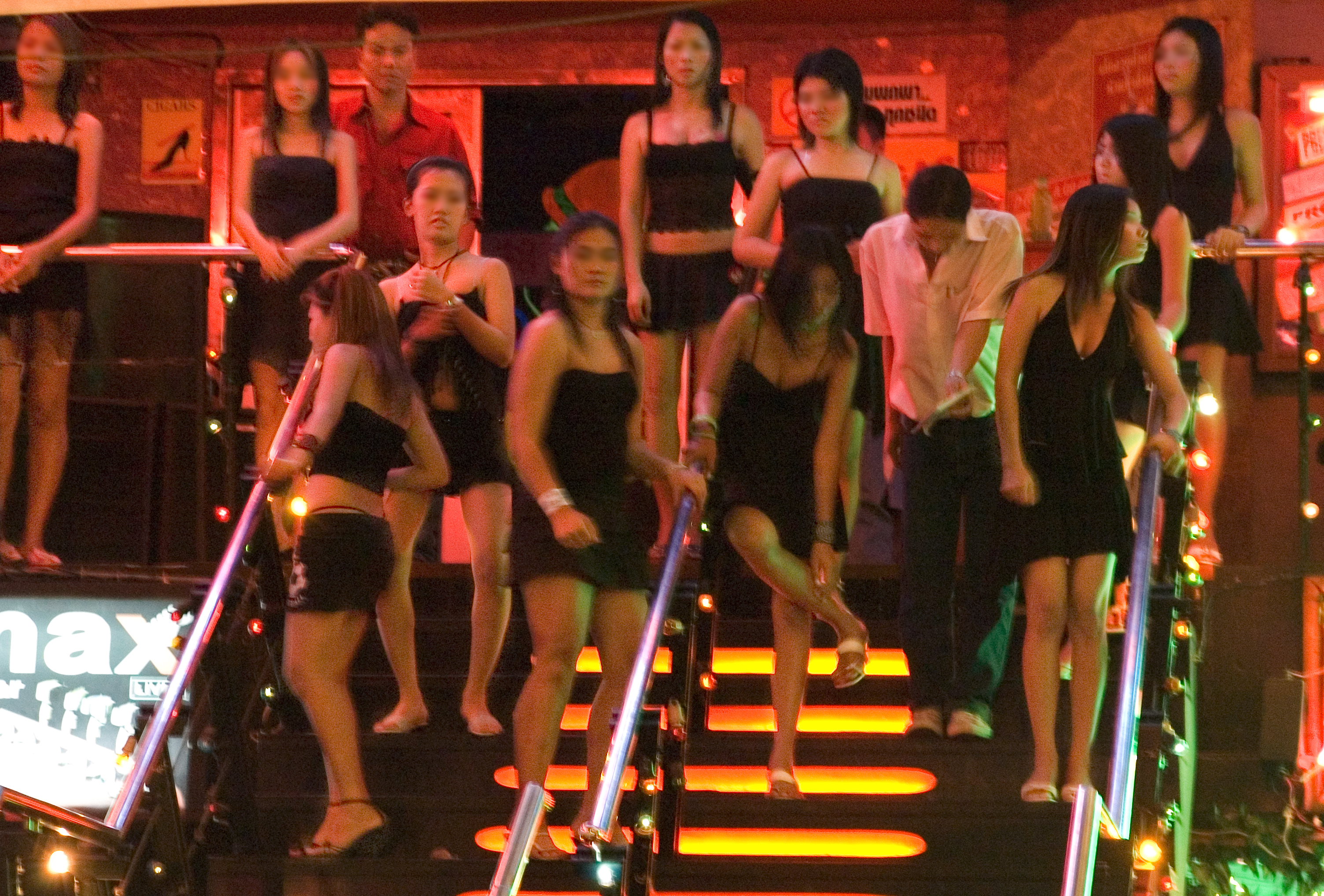
مجموعة من العاملات بالدعارة أمام أحد بيوت الدعارة بتايلاند

وفيه ترتبط الضحية بالقواد جسديًا أو عاطفيًا أو نفسيًا وحينها يطلب القواد من ضحيته أن تقوم بأفعال جنسية مخلة لصالح الغير مما يدر عليه الدخل المادي، وعندها قد توافق الضحية لتحافظ على المودة بينها وبين القواد أو لأنها تجد الهروب والرفض شيءًا مستحيلًا.

### الزواج بالإكراه
الزواج بالإكراه هو أي زواج يقع ضد رغبة العروس، ويعد الزواج بالإكراه أحد أشكال الإتجار بالجنس.

### الجنس من أجل البقاء
وفيه قد لا تكون الضحية مكرهة من قِبل شخص يتحكم بها أو بمصيرها وإنما تشعر الضحية بأنها لابد من استمرارها في تأدية وظيفتها في عملية الإتجار بالجنس لتلبية الاحتياجات الأساسية اللازمة لها للبقاء على قيد الحياة.

## منظمة (ليس للبيع)

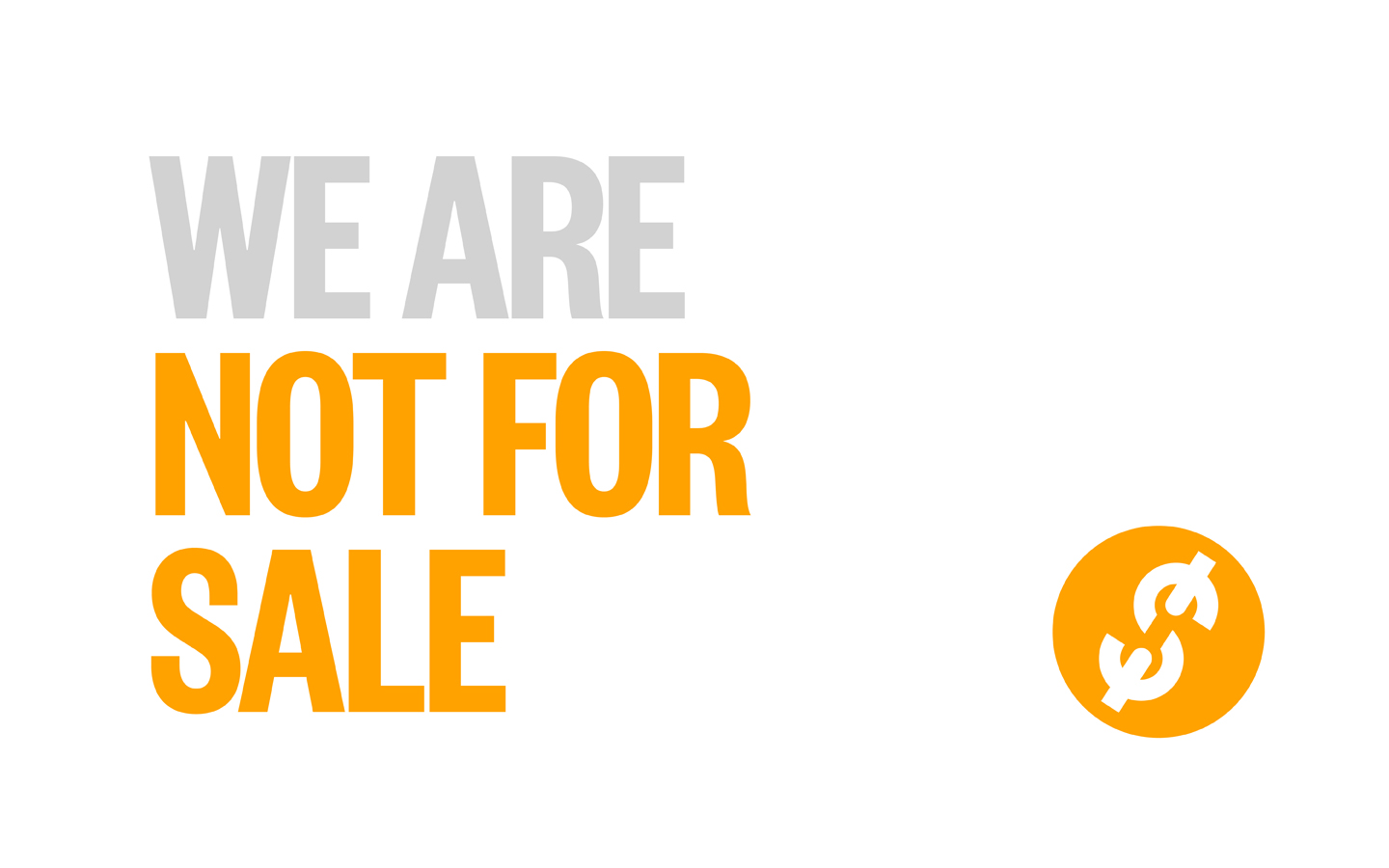
شعار منظمة (ليس للبيع)

منظمة (ليس للبيع) هي مؤسسة ضخمة تعمل في الولايات المتحدة الأمريكية وبيرو ورومانيا وتايلاند وشمال أفريقيا والهند لمساندة ضحايا الإتجار بالبشر. وفي عام 2013 وحده قامت المنظمة بتوفير خدمات صحية وغذائية ومأوى وتعليم لحوالي 2,062 ضحية. كما تقوم منظمة (ليس للبيع) بتدريب الضحايا على بعض الحرف لمساعدتهم على إيجاد عمل يوفر لهم دخلًا ويعيد دمجهم داخل المجتمع. وفي التقرير السنوي للمنظمة عام 2013 اتضح تعرُّض أكتر من 75% من ضحايا الإتجار بالبشر للإكراه على البغاء.